# Gereformeerde kerk (Eernewoude)
De gereformeerde kerk is een kerkgebouw in Eernewoude in de Nederlandse provincie Friesland.

## Beschrijving
De gereformeerde kerk uit 1906 is een T-vormig gebouw met rondboogvensters en een geveltorentje met tentdak. Boven de ingang een gevelsteen met de tekst Eben-Haëzer.
In 1951 is het kerkgebouw gerenoveerd. De preekstoel heeft de vorm van de boeg van een skûtsje. De doopschaal is geplaatst op een staand anker.
Het orgel uit 1907 is gemaakt door Jan Proper voor de gereformeerde kerk van Heemse. In 1953 werd het orgel overgeplaatst naar Eernewoude en uitgebreid door Roelof Kamp.

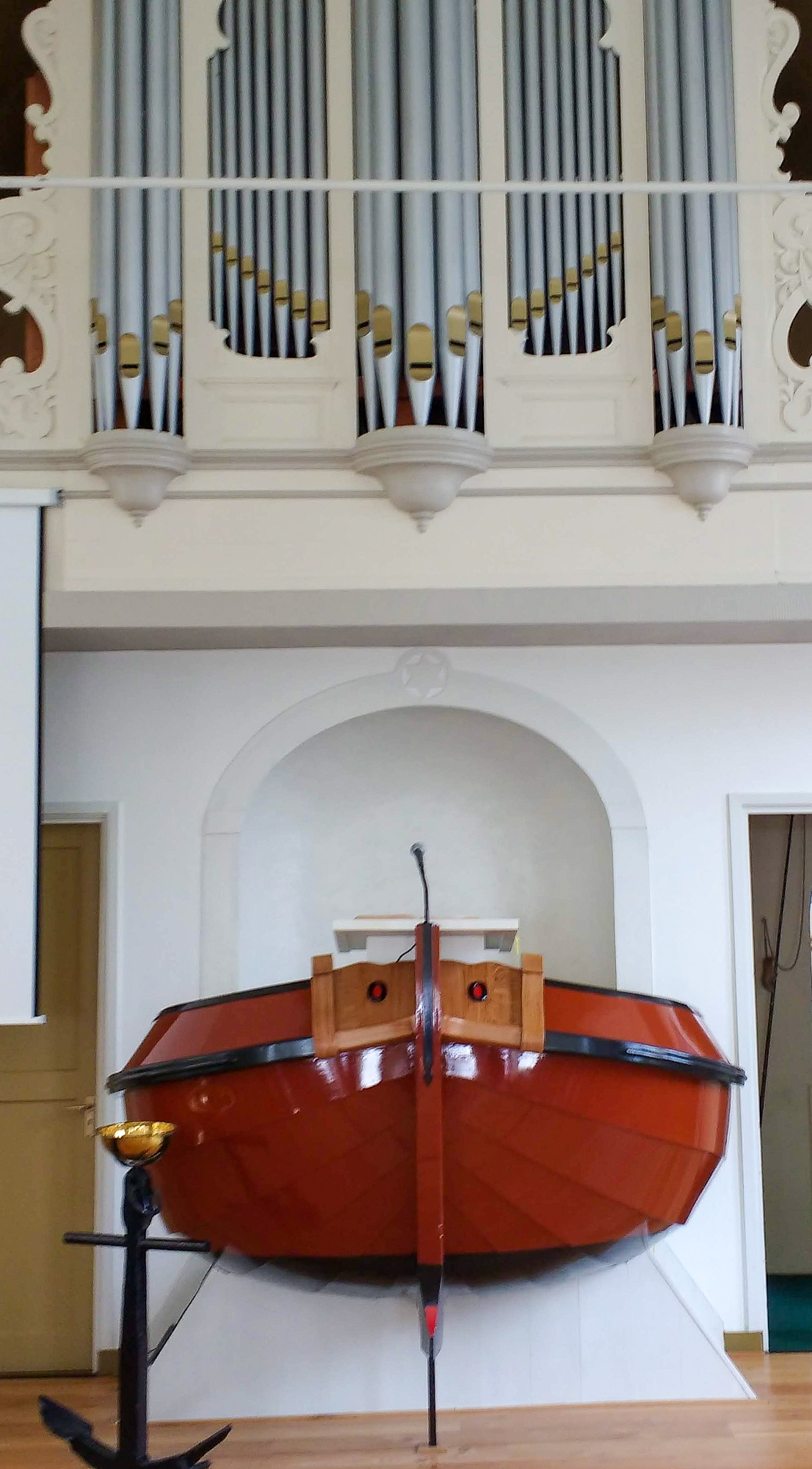
Preekstoel en orgel (2018)
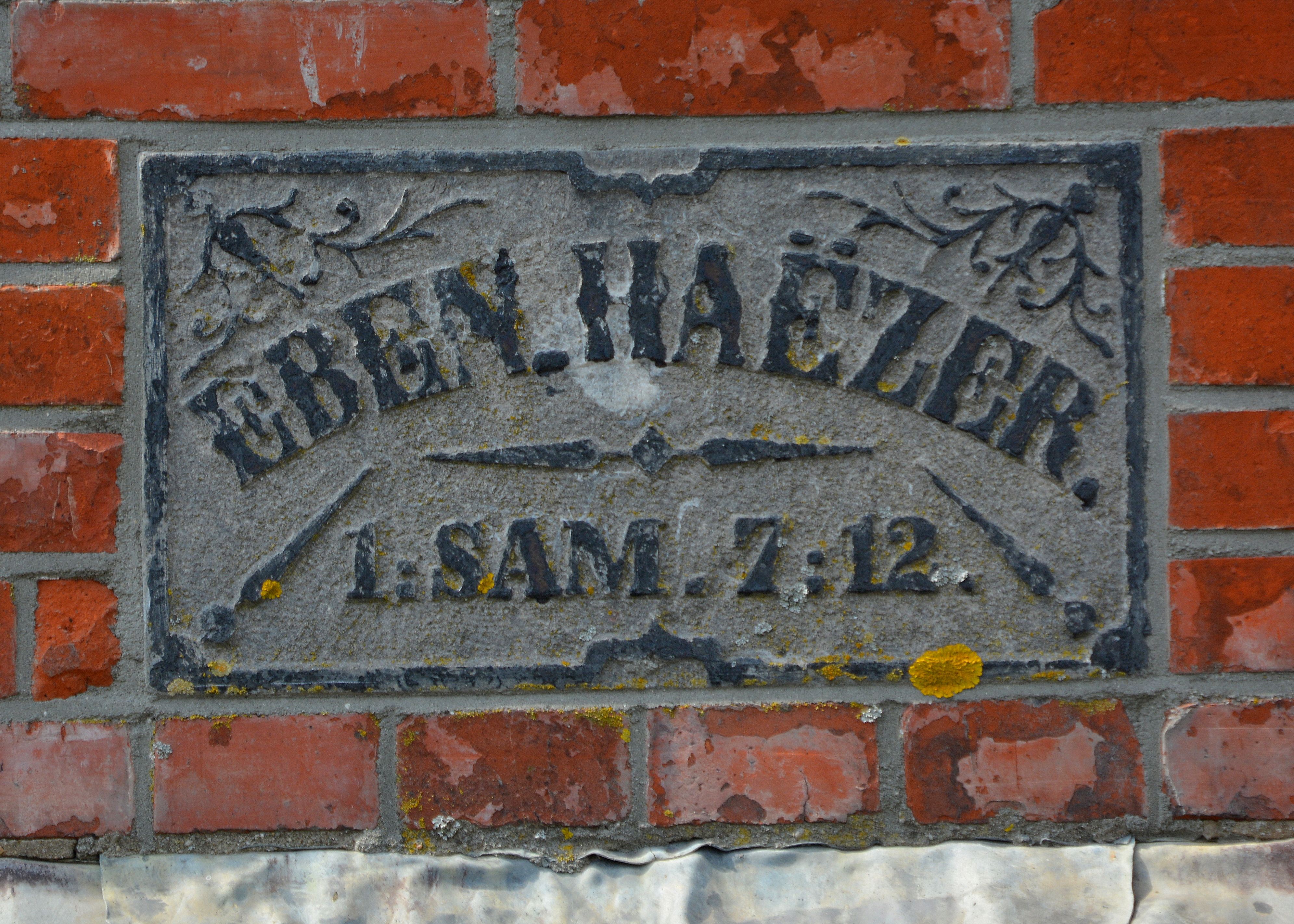
Gevelsteen Eben-Haëzer